# Gobernador de Querétaro
El Gobernador del Estado de Querétaro es, según la Constitución Política del Estado Libre y Soberano de Querétaro, es el individuo donde se deposita el ejercicio del Poder Ejecutivo de este estado mexicano, que es electo para un periodo de 6 años no reeligibles por ningún motivo. El periodo gubernamental comienza el día 1 de octubre del año de la elección y termina el 30 de septiembre después de haber transcurrido seis años.
El estado de Querétaro fue creado en 1824, siendo uno de los estados originales de la federación, por lo cual a lo largo de su vida histórica ha pasado por todos los sistemas de gobierno vigentes en México, tanto el sistema federal como el sistema central, por lo que la denominación de la entidad ha variado entre estado y departamento; variando junto con ella, la denominación del titular del Poder Ejecutivo del Estado.

## Historia
En 1821 se declaró la independencia de México pero la constitución de Querétaro como estado fue hasta 1824. Entre 1821 y 1823 El hoy Querétaro formaba parte del Imperio Mexicano gobernado por Agustín de Iturbide. Tras el derrocamiento de este el Congreso Mexicano designó a Guadalupe Victoria, Nicolás Bravo y Pedro Celestino Negrete para formar el Supremo Poder Ejecutivo a manera de Triunvirato mientras se redactaba la Constitución Mexicana y las de cada uno de los Estados de la República.
El Estado de Querétaro se fundó oficialmente con la celebración de su Congreso Constituyente en 1824, y como primer gobernador del estado fue designado José María Diezmarían.
En 1997 se rompió por primera ocasión la hegemonía del PRI como partido único con la victoria de Ignacio Loyola sobre el favorito y experimentado priista Fernando Ortiz Arana. Con esto el PAN gobernó seis años hasta las elecciones de 2003 donde el PAN volvió a ganar con Francisco Garrido Patrón sobre el repetidor Ortiz Arana y el PAN se convirtió en partido mayoritario por otros seis años más.
En 2009 los papeles se invierten y el priista José Calzada obtuvo el triunfo sobre el panista Manuel González Valle. Para 2015, la buena popularidad de Calzada no fue suficiente para que el priista Roberto Loyola Vera se quedara con la gubernatura obteniéndola el panista Francisco Domínguez. Posteriormente en 2021 el PAN volvió a ganar la gubernatura a manos de Mauricio Kuri.
En los últimos cinco sexenios se han observado tres transiciones políticas entre el PRI y el PAN. Esto contrasta con las épocas en las que el priismo gobernó el estado (y el país) más de 60 años. De esta forma el sistema político de Querétaro se transformó de unipartidista a bipartidista.

## Facultades y obligaciones
La constitución del Estado de Querétaro define los deberes y poderes del gobernador:
- Promulgar, publicar, ejecutar y reglamentar las leyes del Estado, proveyendo en la esfera administrativa su exacta observancia;
- Promover ante la Legislatura las iniciativas de leyes y decretos que juzgue conveniente para el mejoramiento de la administración pública y respecto de todas aquellas materias reservadas al Estado;
- Preservar el orden; la tranquilidad y la seguridad social de los habitantes del Estado;
- Rendir anualmente un informe ante la Legislatura sobre el estado que guarde la administración pública;
- Excitar a la Comisión Permanente a que convoque a la Legislatura a sesiones, señalando el asunto o asuntos que habrán de tratarse, de acuerdo a la Ley.
- Nombrar y remover libremente a los servidores públicos del Poder Ejecutivo cuyo nombramiento o remoción no estén determinados en esta constitución o en las leyes;
- Presentar a la Legislatura las iniciativas de ley de ingresos y presupuesto de egresos del Estado;
- Otorgar a las autoridades judiciales de la entidad los apoyos necesarios para el desempeño de sus funciones y hacer cumplir los fallos y demás resoluciones de la autoridad judicial;
- Conceder indultos y conmutación de penas en los términos y condiciones que establezca la legislación penal de la entidad;
- Contratar empréstitos y garantizar las obligaciones que de ellos se deriven en los términos de la ley respectiva y, en su caso, con la autorización previa de la Legislatura;
- Expedir decretos y acuerdos de carácter administrativo para la eficaz prestación de los servicios públicos y otorgar concesiones a los particulares para este mismo efecto;
- Celebrar convenios con la federación, los municipios y con particulares respecto de la prestación de servicios públicos cuando el desarrollo económico y social lo haga necesario;
- Ejercer, con la participación corresponsable de partidos políticos y ciudadanos, las facultades en materia de preparación, organización y desarrollo de los procesos electorales, y garantizar la certeza, legalidad, imparcialidad, objetividad y profesionalismo de los mismos;
- Designar a los fedatarios públicos en los términos de la ley de la materia.
- Promover el desarrollo equilibrado y armónico del Estado en materia económica, social y cultural;
- Organizar y conducir la planeación democrática del desarrollo del Estado y establecer los medios para la participación ciudadana y la consulta popular; y
- Las demás que le otorga la Constitución Política de los Estados Unidos Mexicanos, esta Constitución y las leyes y ordenamientos que de ambas se deriven.

## Proceso de elección

### Requisitos para asumir el cargo
Según la Constitución, los requisitos para ser gobernador son;
I. Ser ciudadano mexicano por nacimiento y nativo del Estado de Querétaro, o con residencia efectiva no menor de cinco años inmediatamente anteriores al día de la elección, y en pleno ejercicio de sus derechos civiles y políticos;
II. Tener treinta años cumplidos el día de la elección;
III. No desempeñar cargo o comisión de la Federación, del Estado o del Municipio, a menos que se separe definitivamente de estos, noventa días antes de la fecha de la elección;
IV. No ser militar en servicio activo o ciudadano con mando en los cuerpos policiacos o de seguridad pública, a menos que se separe definitivamente noventa días antes del día de la elección; y,

V. No ser ministro de algún culto religioso.
Los gobernadores no pueden reelegirse, aunque hayan sido interinos o provisionales.

## Sucesión

### Falta temporal
En caso de ausencia del cargo en periodos mayores a 30 días pero menores a 90, el cargo será ocupado por el Secretario de Gobierno como encargado del despacho. Si la falta excede los noventa días, el Congreso designará a un Gobernador Interino.

### Falta absoluta
En caso de que la falta sea absoluta, si esta ocurre durante los primeros dos años del periodo, el Congreso designará a un Gobernador Interino, mientras se convocan elecciones extraordinarias para designar a un nuevo gobernador que complete el sexenio. Si la falta ocurre durante los últimos cuatro años del periodo constitucional, se designará un Gobernador Provisional mientras el Congreso vota para designar a un Gobernador Interino.